# Porsche 959
Porsche 959 – supersamochód klasy kompaktowej produkowany przez niemiecką firmę Porsche w latach 1986 - 1989. 

## Historia modelu

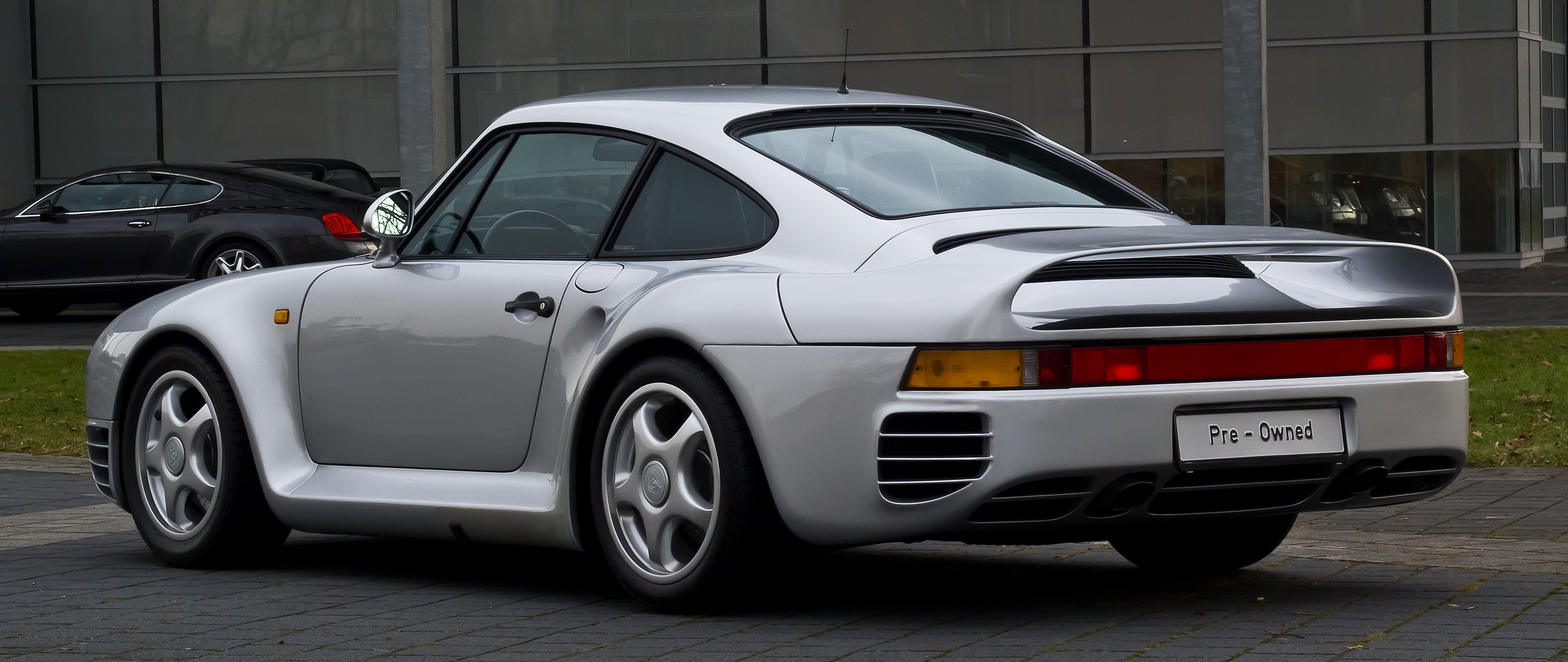
Porsche 959 - tył

Premiera samochodu miała miejsce we wrześniu 1985 roku na salonie samochodowym we Frankfurcie. Już podczas tego wydarzenia zebrano 250 zamówień na Porsche 959. W chwili swojego debiutu Porsche 959 było najszybszym seryjnie produkowanym samochodem na świecie.
W samochodzie jak na lata produkcji, zastosowano szereg nowatorskich rozwiązań technicznych: nadwozie z kevlaru i aluminium, zaawansowany napęd na wszystkie koła czy silnik wyposażony w system doładowania - na niższych obrotach mniejsza z turbosprężarek wspomagała pracę trzech cylindrów, a przy wyższych druga turbina ładowała wszystkie sześć cylindrów, dzięki temu z pojemności 2,8 litra silnik rozwijał moc 450KM. Silnik pochodził od wyczynowego pojazdu Porsche 956, wcześniej używanego także w modelu Porsche 935. Później użyto go także w modelu Porsche 962, w którym osiągał moc ponad 700 KM. Pojazd miał ponadprzeciętne osiągi - 3,6 s do 100 km/h i prędkość maksymalną 300 km/h. Razem z modelem F40 firmy Ferrari zapoczątkował erę superszybkich samochodów osobowych. Pojawiła się także wersja 959 S, która miała bardziej skąpe wyposażenie, jednak dzięki lżejszemu nadwoziu charakteryzowała się lepszymi osiągami. Samochód ten nie był sprzedawany na terenie Stanów Zjednoczonych do 1999 roku, ponieważ firma Porsche odmówiła dostarczenia 4 egzemplarzy modelu do przeprowadzenia testów zderzeniowych.

### Dane techniczne

#### Silnik
- B6 2,8 l (2849 cm³), 4 zawory na cylinder, DOHC, turbodoładowany
- Układ zasilania: wtrysk Bosch Motronic
- Średnica cylindra × skok tłoka: 95,00 mm × 67,00 mm
- Stopień sprężania: 8,3:1
- Moc maksymalna: 451 KM (331 kW) przy 6500 obr./min
- Maksymalny moment obrotowy: 500 N•m przy 5000 obr./min

### Osiągi
- Przyspieszenie 0-100 km/h: 3,7 s
- Przyspieszenie 0-160 km/h: 8,3 s
- Czas przejazdu pierwszych 400 m: 11,8 s
- Czas przejazdu pierwszego kilometra: 20,6 s
- Prędkość maksymalna: 317 km/h